# كوند دي كازال (محطة مترو أنفاق مدريد)
كوند دي كازال (بالإسبانية: Conde de Casal)‏ هي محطة مترو أنفاق في مدريد في إسبانيا، تقع على الخط رقم 6.